# فرنك لوزيرن

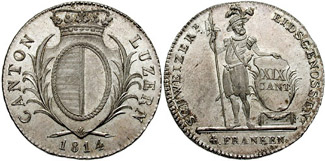

فرنك لوزيرن هو عملة كانتون لوزيرن السويسري بين 1798 و1850. قسم إلى 10 باتزن وكل منها إلى 10 رابن أو 20 أنغستر.
كان الفرنك السويسري عملة الجمهورية الهلفتيكية منذ 1798، مستبدلًا غولدن لوزيرن في لوزيرن. توقفت الجمهورية عن إصدار العملات في 1803. قامت لوزيرن بإصدار عملتها الخاصة بين 1803 و1846. في 1850، قدم الفرنك السويسري حيث 1½ فرنك سويسري = 1 فرنك لوزيرن.

## القطع المعدنية
صدرت القطع النحاسية من فئات 1 أنغستر و1 رابن، بالإضافة إلى بيلون من فئات ½ و1 باتزن وفضية من فئات 2½ و5 و10 باتزن و4 فرنك وذهبية من فئات 10 و20 فرنك.